# Filippo Nogarin
Filippo Nogarin (ur. 4 września 1970 w Livorno) – włoski polityk, inżynier i samorządowiec, w kadencji 2014–2019 burmistrz Livorno.

## Życiorys
Ukończył inżynierię lotniczą na Uniwersytecie w Pizie. Pracował przy różnych projektach, był członkiem zarządu lokalnego zrzeszenia inżynierów w Livorno.
Zaangażował się w działalność polityczną w ramach Ruchu Pięciu Gwiazd założonego przez Beppe Grillo. W 2014 w drugiej turze głosowania został wybrany na urząd burmistrza swojej rodzinnej miejscowości; zwycięstwo nad kandydatem lewicy było komentowane jako największe zaskoczenie tych wyborów komunalnych we Włoszech. W 2019 zapowiedział rezygnację z ubiegania się o reelekcję w związku z planami startu w wyborach europejskich. Nie uzyskał wówczas mandatu. W tym samym roku minister Federico D’Incà powołał go na swojego doradcę.